# Michael Astur
Michael Astur, właściwie Michał Czernichow – żydowski poeta piszący w języku hebrajskim.
Pochodził z Wilna; jego ojcem był adwokat Josef Czernichow prowadzący rodzaj salonu artystycznego, w którym gościli między innymi Marc Chagall i Joseph Roth. W młodości był członkiem żydowskiej organizacji skautowskiej Bin, założonej przez znanego intelektualistę żydowskiego Maxa Weinreicha. W tym czasie nawiązał przyjaźń z przyszłym poetą Abrahamem Suckewerem. W 1937 w żydowskim dzienniku Der Wilner Tog ukazały się tłumaczenia wierszy Aleksandra Puszkina na język jidysz autorstwa Astura.
W 1940 trafił wraz z rodziną do gułagu a jego ojca rozstrzelało NKWD. Po II wojnie światowej zajął się twórczością literacką w języku hebrajskim.